# Lagoa do Sítio
Lagoa do Sítio est une municipalité brésilienne située dans l'État du Piauí.